# 869 Mellena
869 Mellena eller 1917 BV är en asteroid i huvudbältet, som upptäcktes 9 maj 1917 av den tyske astronomen Richard Schorr i Bergedorf. Den har fått sitt namn efter Werner von Melle.
Asteroiden har en diameter på ungefär 21 kilometer.